# Henri Larrat
Pas d'image ? Cliquez ici

a Compétitions nationales et continentales officielles uniquement.

Henri Larrat, né le 13 septembre 1919 à Pau et mort le 13 avril 1989 dans la même ville, est un joueur français de rugby à XV qui évolue principalement au poste de pilier durant les années 1940.
Henri Larrat était commerçant de profession.

## Biographie
Il a été membre de l'équipe du club français basé à Pau et dont la section de rugby à XV s'appelle la Section paloise. Ce club a été champion de France de rugby en 1928,1946 et 1964. 
Lors de la victoire en 1946 contre le club de le FC Lourdes. Henri Larrat était positionné en première ligne de la Section paloise auprès de Lucien Martin et Paul Moncassin.
Il effectue l'intégralité de sa carrière à la Section paloise.

## Palmarès de joueur

### En club
Avec la Section paloise
- Challenge Yves du Manoir :
  - Vainqueur (1) : 1939
- Championnat de France de première division :
  - Champion (1) : 1946
- Coupe de France :
  - Finaliste (1) : 1946